# 3081 Мартінубог
3081 Мартінубог (3081 Martinůboh) — астероїд головного поясу, відкритий 26 жовтня 1971 року чехословацьким астрономом Любошем Когоутеком. Названий на честь чеського композитора Богуслава Мартіну.
Тіссеранів параметр щодо Юпітера — 3,491.